# Anna Zayachkivska
Anna Zaiachkivska (en ucraniano: Анна Заячківська; 12 de diciembre de 1991) es una modelo ucraniana y titular de un concurso de belleza que representó a su país en el concurso Miss Mundo 2013.

## Vida y carrera
Zayachkivska es originalmente de la ciudad de Ivano-Frankivsk, en Ucrania. En el momento de su participación en el certamen de Miss Mundo 2013, era estudiante de arte sacro en su cuarto año en el Instituto de Arte de la Universidad Nacional Precarpática «Vasyl Stefanyk». 
Durante las manifestaciones de Euromaidán de 2013-14, se ofreció como voluntaria sirviendo té y café a los manifestantes, apoyando al personal médico y actualizando el sitio web maydenneeds.com.